# Mill Village (Pennsylvanie)
Mill Village est un borough situé au sud du comté d'Érié, en Pennsylvanie, aux États-Unis,. En 2010, il comptait une population de 412 habitants. Il est incorporé en 1870.

## Démographie
Lors du recensement de 2010, le borough comptait une population de 412 habitants. Elle est estimée, en 2019, à 391 habitants.

### Source de la traduction
- (en) Cet article est partiellement ou en totalité issu de l’article de Wikipédia en anglais intitulé « Mill Village, Pennsylvania » (voir la liste des auteurs).